# Línea 5 (Metro de Bilbao)
La denominada «Línea 5» del metro de Bilbao es el proyecto de nueva construcción de un trazado de ferrocarril metropolitano, ideado para dar acceso a la red existente a la populosa localidad vizcaína de Galdácano, al este de Bilbao. En la actualidad, dicha población cuenta solo con servicios de autobús (Bizkaibus) y ferrocarril de cercanías (Euskotren Trena).
La iniciativa comprende un nuevo recorrido que comience en el municipio de Basauri —que cuenta ya con dos estaciones de la red de metro: Ariz y Basauri (ambas de la L2)— para terminar en el Hospital de Usánsolo, en un trayecto que también daría servicio a los barrios galdakaotarras de Agirre-Aperribai, Bengoetxe y al propio centro de Galdácano, hasta llegar al Hospital de Galdakao-Usansolo. Así, en principio y como mínimo, el proyecto abarcaría cinco estaciones. No obstante, desde su primer anuncio oficial a mediados de la década de 2000, el proyecto ha sido objeto de continua controversia y retrasos, en parte por los cambios de orientación política en las administraciones públicas, y por el desacuerdo sobre el trazado, sus estaciones intermedias, y la conexión a la red de metro y la combinación con otras formas de transporte.
En un principio, se determinó que el trazado comenzaría en la estación de Sarratu (enlazándose allí con la L1 de la red de metro) y se prolongaría hasta una nueva estación de metro en el Hospital de Galdakao-Usansolo, donde se establecería una conexión intermodal con las líneas de cercanías E1 y E4 de Euskotren Trena. Dicha planificación planteaba el nuevo trazado de la «Línea 5» como una prolongación de la L1 hacia el este, permaneciendo el final de su tronco común con la L2 en la estación de Etxebarri, donde la segunda línea se separa hacia Ariz y Basauri. También, en su defecto, llegó a plantearse el nuevo trazado como una extensión de la L2.
En los últimos años se anunciaron hasta dos nuevos estudios que cuestionaban la urgencia de los proyectos de líneas «4» y «5» de metro, quedando así aparcados los diseños y proyectos originales de la última década, que fueron modificados, aun manteniendo la esencia del trazado y el servicio. Así, la llamada «Línea 5» se planteó como una prolongación de la línea 3 de la red hacia el este. Dicha línea, operada por Euskotren en régimen de metro (alta frecuencia), también tiene su cabecera este actual en Echévarri, pero en la mencionada estación de Kukullaga.
Finalmente, el 21 de febrero de 2022 se anunció que tanto el Gobierno Vasco como la Diputación Foral de Vizcaya habían acordado asumir la financiación de la infraestructura. Inicialmente se estableció que si los plazos se cumplían las primeras unidades podían estar operativas en 2027 y dos años después, la conexión con el Hospital de Galdakao-Usansolo y con las líneas de Euskotren Trena de Durangaldea y Busturialdea.
El 21 de octubre de 2022, se firmó el convenio por el que se anunciaron fechas concretas: en 2027 llegaría el metropolitano al centro de Galdácano, en 2028 al hospital y un año después será realidad su conexión con el servicio de Euskotren que vertebra el transporte público ferroviario en las comarcas de Durangaldea y Busturialdea.

## Historia
El 24 de enero de 2008 se hizo público el trazado preliminar para dotar de una "quinta línea" al metro de Bilbao: una nueva infraestructura ferroviaria, completamente subterránea, que partiría desde la estación de metro ya existente de Etxebarri (Metro Bilbao) hasta una futura estación de metro nueva en Usánsolo, diferente de la estación ferroviaria actual servida por Euskotren Trena. Si bien el proyecto la denomina como una línea independiente, ya entonces se preveía que se incorporara a la línea 1 (L1) de metro, dejando en la línea 2 (L2) las estaciones de Ariz y Basauri, una vez pasado el tronco común. Proyectada así la infraestructura, se previó que el operador del servicio sería igualmente Metro Bilbao, a diferencia de lo previsto para la línea 3 (L3), operada por Euskotren, cuyas obras se iniciarían en breve.
El estudio informativo de la línea, finalizado en julio de 2010, rechazó el tramo entre el centro de Galdácano y el barrio de Usánsolo pasando por el Hospital de Galdácano, y aprobó por primera vez la construcción de una estación intermodal en Sarratu (Basauri). Dicha intermodal original tenía como fin establecer una correspondencia en ese punto entre la futura línea L1 prolongada desde Etxebarri (extendiéndose el tronco común L1+L2 hasta Sarratu) y el tradicional trazado de cercanías de Euskotren (líneas E1 y E4), ubicándose la estación de Sarratu entre las estaciones de Etxebarri y Ariz-Basauri en las líneas de Euskotren Trena. La estación intermodal fue posteriormente descartada. Más tarde, el 24 de septiembre de 2010, se presentaron las estaciones del Hospital de Usansolo-Galdakao y la de Usansolo. Así, en ese momento, la «Línea 5» contaría con las estaciones de Etxebarri (ya existente), Aperribai, Bengoetxe, Galdakao Centro, Hospital y Usansolo. Poco después, el 17 de octubre de 2010, Euskal Trenbide Sarea sacó a licitación el proyecto constructivo de la línea 5 del Metro de Bilbao, con un trazado en el que se reincluía la estación de Sarratu, junto con las de Aperribai, Bengoetxe, Galdakao Centro y Hospital.
El 20 de octubre de 2016, el Gobierno Vasco aprobó el estudio informativo del tramo de la línea entre el centro de Galdakao y el hospital, ubicado en el mismo municipio, aunque, de momento, no llegaría a Usansolo. Según la disposición publicada en el Boletín Oficial del País Vasco, el estudio dejó abierta la posibilidad de que se extienda el recorrido hasta el mencionado barrio galdakoztarra. El 12 de febrero de 2017, se informó que según los cálculos más optimistas, la ejecución de la «Línea 5» se aparcaba al menos hasta 2021 y que la inauguración no llegaría antes de 2026.
El 31 de mayo de 2018, PNV y PSE-EE presentaron una propuesta en el pleno del Parlamento en la que instaban al Ejecutivo a analizar las posibilidades de conectar el trazado existente de Euskotren, que pasa por la zona con el centro urbano de la localidad, y el Hospital de Galdakao-Usansolo, buscando así alternativas más eficaces al metro, a raíz de las declaraciones del Diputado general de Bizkaia Unai Rementeria, quien instó a aprovechar las "infraestructuras actuales". Los portavoces de ambas formaciones negaron que la decisión definitiva estuviera ya tomada. Siguiendo estas declaraciones, la sección de EH Bildu en Galdácano propuso una ampliación de la línea 3 a la localidad, desplazando el tramo ya existente de Euskotren únicamente al centro del municipio mediante una estación soterrada como la de Durango, dejando a los barrios de Aperribai y Bengoetxe sin futuras estaciones.
El 7 de noviembre de 2018, Arantza Tapia, consejera de Desarrollo Económico e Infraestructuras del Gobierno Vasco, anunció dos nuevos estudios que determinarían la necesidad de las líneas 4 y 5 del metro, quedando así anulados los diseños y proyectos originales elaborados en la última década. El 16 de enero de 2019, el Gobierno vasco y la Diputación presentaron un nuevo proyecto para dotar de un acceso ferroviario al centro de Galdakao y al hospital. La iniciativa contemplaría construir un nuevo ramal subterráneo paralelo a la actual línea de Euskotren, anunciando que las obras comenzarían en 2021. Dicho acceso serviría como prolongación de la línea 3, inaugurada en 2017 y que actualmente entre Matiko y Kukullaga.
El 7 de febrero de 2020, Arantxa Tapia informó del cambio en el orden de los trabajos para llegar al centro de la localidad, aunque manteniendo el inicio de las obras en 2021.
Finalmente, el 21 de febrero de 2022 se anunció que tanto el Gobierno vasco como la Diputación Foral de Bizkaia habían acordado asumir la financiación de la infraestructura. Las primeras unidades podrían estar operativas en 2027, y la conexión con el Hospital de Usansolo y con las líneas de Euskotren de Durangaldea y Busturialdea en 2029. El 27 de septiembre del mismo año, se informó que Gobierno vasco y Diputación pondrían 360 millones de inversión inicial prevista entre 2023 y 2029 para la línea 5. El Ejecutivo autonómico dio así el visto bueno al convenio para llevar el suburbano a Galdakao mediante una obra de cinco años.
El 21 de octubre de 2022, el consejero de Transportes del Gobierno vasco, el de Hacienda y el diputado general de Bizkaia firmaron el convenio por el que anunciaron fechas concretas: en 2027 llegaría el metropolitano al centro de Galdakao, en 2028 al hospital y un año después será realidad su conexión con el servicio de Euskotren que vertebra el transporte público ferroviario en las comarcas de Durangaldea y Busturialdea. Las obras costarán un total de 360 millones de euros que financiarán a partes iguales el Ejecutivo autonómico y la administración provincial.
El 25 de noviembre, el Gobierno vasco aprobó el estudio informativo para un proyecto que costará 42,5 millones y tendrá un plazo de ejecución de 22 meses.

## Estaciones proyectadas a día de hoy

### Kukullaga
Estación en superficie, de reciente puesta en marcha, punto de partida del nuevo trazado. Actualmente, la estación ofrece servicios de cercanías (E1, E3 y E4) además de ser cabecera de la L3 del servicio de metro.

### Etxebarri (Euskotren Trena)
Estación de cercanías en superficie de la red de Euskotren, perteneciente a las líneas E1 y E4, actualmente en funcionamiento. El proyecto de «Línea 5» en vigor no se pronuncia sobre su reforma (como parte de la adaptación del trazado hasta Sarratu), o incluso su supresión, que no es descartable, por baja demanda.

### Sarratu
Estación intermodal en superficie, de nueva construcción, prevista desde las fases iniciales del proyecto, intermitentemente descartada y recuperada. Su emplazamiento se ubicaría en la intersección de la calle Sarratu y la avenida Cervantes, en Basauri, en el punto en que se unen los barrios de Azbarren (polígono industrial) y el que le da nombre. A esta altura confluyen el trazado actualmente explotado por Euskotren (en superficie) y el de Metro Bilbao (de la actual línea L2, subterráneo tras sumergirse en dirección a las estaciones de Ariz y Basauri).
Dada su posición ferroviaria estratégica, en un comienzo fue comprendida como punto de intermodalidad entre un servicio de metro ofrecido por Metro Bilbao —incluyendo el trazado nuevo hasta Galdakao y Usánsolo— y otro de cercanías de Euskotren, realizado este último por las vías ya existentes (trazado que incluye las estaciones actuales de Ariz-Basauri, Zuhatzu-Galdakao y Usansolo-Galdakao), que se habrían mantenido intactas y en servicio salvo por su adaptación a la nueva intermodal.
En el proyecto en vigor, en el que se suprime el servicio de pasajeros por el trazado clásico hasta Usánsolo y se sustituye desde este punto por el nuevo subterráneo (que después transcurrirá al norte del río Ibaizabal), se prevé que Sarratu sirva de estación intermodal al mismo nivel de andenes entre las líneas de metro ofrecidas por Metro Bilbao (L1 y L2) y la línea L3 explotada por Euskotren, que sería ahora la prolongada hasta Usánsolo mediante la nueva infraestructura. Para posibilitar la correspondencia de las tres líneas, el tronco común de Metro Bilbao de las líneas L1+L2 sería extendido de Etxebarri a Sarratu, donde terminaría la L1 y continuaría la L2 (a Ariz y Basauri), confluyendo allí las vías explotadas por Metro Bilbao con las de Euskotren Trena (L3 y servicios de cercanías).
Al cerrarse el tráfico de pasajeros por el trazado antiguo, la estación de Ariz-Basauri, menos accesible y segura, sería clausurada y quedaría sustituida por la de Sarratu (a 600 m en dirección oeste, aprox.), que atendería a una zona en desarrollo y con mayor población en el mismo municipio. Ello iría sin gran perjuicio del barrio de Áriz, que desde 2011 cuenta con su propia estación de metro, mejor equipada y mucho más utilizada y competitiva que Ariz-Basauri, ubicada a escasos 300 m de la anterior. En este aspecto, cabe recordar que los actuales usuarios de Euskotren Trena en Ariz-Basauri podrán utilizar sin coste adicional la línea L2 de metro desde la cercana estación de Ariz de Metro Bilbao como lanzadera para desplazarse hasta Sarratu (en la misma zona tarifaria), donde podrán, si lo precisan, realizar un transbordo inmediato, fácil y gratuito a los servicios de Euskotren; el precio final del trayecto se calculará como de metro o cercanías según la estación de destino, con base en las zonas tarifarias del CTB, sin que el trayecto lanzadera pueda influir de modo alguno en el coste.

### Aperribai
Una estación subterránea, con una tipología de vestíbulo en superficie a cabalgavía y andenes soterrados, localizada en la parte baja del barrio, junto a la calle Ibaizábal (carretera N-634).
El proyecto en vigor, presentado a comienzos de 2019, excluye esta estación de su inmediata construcción en el trazado entre Sarratu y el centro de Galdácano. No obstante, el proyecto actual mantiene el trazado de los anteriores a esta altura, posibilitándose la construcción de la estación a posteriori en el emplazamiento ya indicado, si la futura demanda así lo exigiese.
Accesos:
- C/ Ibaizabal

### Bengoetxe
Situada en la parte baja del barrio, entre la calle Sixta Barrenetxea y la calle Ibaizabal (carretera N-634), con objeto de dar servicio tanto al barrio de Bengoetxe como al polígono industrial. Se propone una estación con un vestíbulo a cabalgavía en superficie sobre andenes soterrados y con un acceso directo desde la calle Sixta Barrenetxea.
En el proyecto actual, su situación es la misma que la de la estación de Aperribai, habiéndose suprimido su construcción hasta la finalización de todo el trazado y su puesta en servicio, a la espera de la demanda final de la población.
Accesos:
- C/ Sixta Barrenetxea

### Galdácano
Estación en caverna localizada bajo la calle Iparraguirre. Tendrá un cañón de acceso con salida a la calle Juan Bautista Uriarte, otro cañón con acceso desde la plaza Roja (en un lateral de la misma sobre la calle Bernard Etxepare) y un ascensor localizado en esta plaza y con conexión a este último cañón.
Es la estación más importante de cuantas incluye el nuevo proyecto. Su construcción, junto con las de Usansolo Ospitalea y Usansolo, es preferente. Con su puesta en marcha, absorberá la demanda de la poco accesible estación de Zuhatzu-Galdakao, en el antiguo trazado, que sería desmantelada.
Accesos:
- C/ Juan Bautista Uriarte
- Plaza Roja
- Plaza Roja

### Usansolo Ospitalea
Servirá al Hospital de Galdácano y al barrio de Labeaga. La tipología es subterránea, en caverna, y se implanta al Oeste del Hospital. Tendría dos accesos: un ascensor doble en la entrada principal del hospital, y un cañón que permite el acceso desde Labeaga, concretamente desde la calle Laminarieta. La puesta en marcha de esta estación, de carácter preferente, dejaría obsoleto el servicio de lanzadera de Euskotren Autobusa entre la actual estación de tren de Usánsolo y el hospital.
Accesos:
- C/ Laminarieta
- Hospital

### Usansolo
Nueva estación subterránea, ubicada bajo el núcleo principal de Usánsolo, que establecería la conexión intermodal del servicio de metro con el de cercanías de Euskotren Trena (líneas E1 y E4), que prosigue hasta Bermeo, San Sebastián, etc.

## Controversia
El proyecto ha estado siempre en el centro de la polémica por el incumplimiento de plazos y la dejadez de la administración, lo que ha llevado a movilizaciones ciudadanas en el municipio en los últimos años. Los vecinos se quejan de la poca prioridad que tiene el proyecto para las instituciones, visto que la línea L3, cuyo estudio se desarrolló después, ya está en funcionamiento, mientras que otras fuerzas políticas han reclamado prioridad para el proyecto de «Línea 4», aún menos desarrollado que el del suburbano galdakaoztarra.
Otro factor que se recrimina desde las plataformas ciudadanas galdacanesas es que Galdácano es el único municipio del área metropolitana de Bilbao con más de 10 000 habitantes cuyo casco urbano carece de conexión ferroviaria (la estación de Zuhatzu-Galdakao está a un kilómetro del centro neurálgico del pueblo). Por otra parte, las opiniones políticas sobre el proyecto son encontradas. Mientras que en el municipio todas las fuerzas políticas abogan por la llegada del metro, EH Bildu lo consideró "poco eficiente" en el Parlamento Vasco, y la Diputación, regida por PNV y PSE-EE, lo ha considerado "costoso". Actualmente, las instituciones que toman parte del CTB dan más prioridad a la conexión al Aeropuerto, a la «Línea 4», o a otros proyectos como la ampliación de la Supersur, el túnel subfluvial por debajo de la Ría de Bilbao, entre Guecho y Portugalete, o la red vizcaína de bidegorris.

### Polémica con la lanzadera del metro a Galdácano y Usánsolo (línea A3932 de Bizkaibus)
Uno de los aspectos más polémicos en relación con la «Línea 5» es al servicio de bus de lanzadera establecido para cubrir el recorrido que el trazado que estaría destinado a cubrir, polémica que ha salpicado a municipios vecinos como Basauri o Echévarri. La primera lanzadera se puso en marcha en 2011, operada directamente por Metro Bilbao, tal y como se había hecho anteriormente en Basauri y con terminal en el estacionamiento de la estación de Etxebarri. Sin embargo, al primer día de servicio, el autobús fue detenido por la Ertzaintza a petición de la Diputación Foral de Vizcaya, que se oponía a un servicio de Metro Bilbao y favorecía una línea integrada en Bizkaibus, el servicio provincial de transporte interurbano de autobuses. Poco después, Echévarri se opuso también a que la lanzadera llegara a sus calles, alegando motivos de seguridad y medio ambiente.
Tras varias semanas de debate entre las distintas instituciones, se estableció un bus de lanzadera completamente gratuito operado por Pesalur dentro de Bizkaibus, catalogado como línea A3932. Esta vez, la lanzadera tenía como término el municipio de Basauri aunque, debido a motivos de viabilidad, la parada quedó al pie del parque de Bizkotxalde, a 500 metros de la boca de la estación de Ariz, con una frecuencia de 10 minutos idéntica a la del servicio de metro. No tardaron en surgir quejas por la lejanía de la parada y por la inseguridad que existía por las noches en el tramo a recorrer.
Esto obligó a Bizkaibus a replantearse el recorrido de la lanzadera, mirando de nuevo a Echévarri, municipio gobernado por la plataforma vecinal La Voz del Pueblo, que seguía oponiéndose a la llegada de la lanzadera por las "molestias ya causadas por la antigua lanzadera a Basauri". Cuando la Diputación optó por modificar el recorrido hacia Echévarri, el ayuntamiento de dicho municipio prohibió la entrada de la lanzadera al núcleo urbano, quedando los usuarios galdacaneses tirados en el polígono industrial de Leguizamón, a una distancia superior a la que existía en Basauri, con una frecuencia peor (un bus cada 20 minutos) y perdiendo la gratuidad siempre que el bus no fuera utilizado para llegar al servicio de metro. Todo esto desató una fuerte crisis institucional entre Echevárri y Galdácano sin precedentes, organizándose fuertes manifestaciones en ambos municipios a favor y en contra de la lanzadera. Debido a que esto implicaba que el ayuntamiento etxebarritarra impedía la entrada de un Bizkaibus, mientras que el servicio de buses municipal circulaba sin problemas, la Diputación entró en el conflicto a favor de los galdakaoztarras, llevando el asunto a los tribunales.
Provisionalmente, y hasta que el contencioso con Echévarri concluyera, la lanzadera fue desplazada a la puerta de la estación de Bolueta, a fin de salvar las distancias y rebajar tensiones. Nuevamente la decisión resultó insatisfactoria para los vecinos, dado que, además de la inseguridad de la parada (que no estaba cubierta y para muchos está situada en una zona "degradada"), dicha estación no tiene ninguna relación con el proyecto de «Línea 5», ni tampoco se ofrece un servicio con las frecuencias preestablecidas, manteniéndose la frecuencia de 20 minutos en cada sentido. Aunque se recalcara su "provisionalidad", aún tras salir la Diputación y Galdakao victoriosos de los tribunales, la lanzadera se ha mantenido en el barrio bilbaíno con carácter permanente, habiéndose incluso trasladado a la parada de Bizkaibus n.º 285 (ubicada en la calle de Santa Ana de Bolueta, con mejor accesibilidad con la estación de metro). Este hecho ha sido denunciado por la oposición del pleno municipal galdacanés, que reclama el regreso a Echévarri en las frecuencias correctas.